# Alfred Lind
Alfred Lind est un réalisateur danois né le 27 mars 1879 et décédé le 29 avril 1959. 

## Biographie
Alfred Lind a réalisé ses films au Danemark, en Italie ou en Allemagne. 

## Filmographie partielle
- 1912 : Le Cirque volant (Den flyvende cirkus)
- 1913 : Le Voyage en ballon (Amerika - Europa im Luftschiff)
- 1914 : Au nom d'Allah! (Negli artigli del Pascià)
- 1919 : Alkohol